# Liste der Bodendenkmale in Nordstemmen
In der Liste der Bodendenkmale in Nordstemmen sind die Bodendenkmale der niedersächsischen Gemeinde Nordstemmen aufgeführt. Die Quelle ist der Denkmalatlas Niedersachsen.
- Diese Liste erhebt keinen Anspruch auf Vollständigkeit.
- Die Angaben ersetzen nicht die rechtsverbindliche Auskunft der zuständigen Denkmalschutzbehörde.
- Es sind nur Daten aus dem Denkmalatlas verarbeitet.
- Der Stand der Liste ist der 2. Juni 2025.

Nordstemmen im Landkreis Hildesheim

## Allgemein
In den Spalten finden sich folgende Informationen des Bodendenkmales:
| Lage         | geographische Koordinaten                                                           |
| Bezeichnung  | Bezeichnung lt. Denkmalatlas                                                        |
| Beschreibung | Beschreibung lt. Denkmalatlas                                                       |
| ID           | Objekt-ID                                                                           |
| Bild         | Bild, ggf. zusätzlich mit Link zu weiteren Fotos im Medienarchiv Wikimedia Commons. |

## Burgstemmen

### Burgstemmen 16
- ID: 32217148
- Das große Grabhügelfeld mit ehemals wohl über 200 Hügeln erstreckt sich auf einer Fläche von ca. 750 (SW-NO) × 350 m. Von den Hügeln sind heute noch unter Wald in der Gmkg. Burgstemmen 91 Grabhügel erhalten (FStNr. 18 – 100), die übrigen in den Gmkg. Betheln und Mahlerten liegen im Ackerland und sind abgetragen. Maße der erhaltenen Grabhügel Dm. 8 – 25 m, H. 0,2 – 1,8 m.

| Lage                       | Bezeichnung     | Beschreibung | ID       | Bild |
| -------------------------- | --------------- | --- | -------- | ---- |
| 52° 7′ 49″ N, 9° 48′ 1″ O  | Burgstemmen 18  | Durchmesser ca. 12 m und Höhe ca. 0,8 m. (Ehemals). Westliche Hälfte weitgehend abgetragen. | 37646991 | BW   |
| 52° 7′ 51″ N, 9° 48′ 1″ O  | Burgstemmen 19  | Durchmesser ca. 18 m und Höhe ca. 2 m. Abgesetzter Rand, hoch gewölbte Kuppe. Sehr gut erhalten und wirkt ungestört.                                                                                                  | 37647072 | BW   |
| 52° 7′ 50″ N, 9° 48′ 2″ O  | Burgstemmen 20  | Durchmesser ca. 8 m und Höhe ca. 0,3 m. Stark verflacht, Rand aus. Östlicher Teil durch schmalen Waldweg berührt. | 37647106 | BW   |
| 52° 7′ 50″ N, 9° 48′ 3″ O  | Burgstemmen 21  | Durchmesser ca. 14 m und Höhe ca. 0,6 m. Zugewachsene Wühlungen erkennbar. | 37647124 | BW   |
| 52° 7′ 51″ N, 9° 48′ 3″ O  | Burgstemmen 22  | Durchmesser ca. 16 m und Höhe ca. 0,5 m. Ränder laufen allseitig aus. | 37647284 | BW   |
| 52° 7′ 52″ N, 9° 48′ 5″ O  | Burgstemmen 23  | Durchmesser ca. 16 m und Höhe ca. 0,4 m. Rand läuft aus. | 37647186 | BW   |
| 52° 7′ 52″ N, 9° 48′ 7″ O  | Burgstemmen 24  | Durchmesser ca. 12 m und Höhe ca. 0,4 m. Kuppe stark verflacht und stark auseinandergeflossen, sodass die Ränder fließend übergehen.                                                                                  | 37647238 | BW   |
| 52° 7′ 51″ N, 9° 48′ 8″ O  | Burgstemmen 25  | Durchmesser ca. 20 m und Höhe ca. 0,3 m. Ränder laufen aus. | 37647284 | BW   |
| 52° 7′ 51″ N, 9° 48′ 11″ O | Burgstemmen 26  | Durchmesser ca. 16 m und Höhe ca. 0,8 m, (Ehemalig). Westliche Hälfte weitgehend abgetragen. | 37647295 | BW   |
| 52° 7′ 51″ N, 9° 48′ 12″ O | Burgstemmen 27  | Durchmesser ca. 16 m und Höhe ca. 1,2 m. Allseitig gut abgesetzt. Zentral ein großer Trichter. | 37647305 | BW   |
| 52° 7′ 52″ N, 9° 48′ 14″ O | Burgstemmen 28  | Durchmesser ca. 20 m und Höhe ca. 1,8 m. Rand abgesetzt, Kuppe gewölbt. Von Westen nach Osten ein Weg. | 37647315 | BW   |
| 52° 7′ 53″ N, 9° 48′ 13″ O | Burgstemmen 29  | Durchmesser ca. 14 m und Höhe ca. 1 m. Rand abgesetzt, Kuppe leicht gewölbt. | 37647325 | BW   |
| 52° 7′ 53″ N, 9° 48′ 11″ O | Burgstemmen 30  | Durchmesser ca. 18 m und Höhe ca. 1,3 m. Annähernd rund. Rand abgesetzt. Alter Baumwurf am Rand ist verwachsen. | 37647363 | BW   |
| 52° 7′ 53″ N, 9° 48′ 9″ O  | Burgstemmen 31  | Stark verflacht, nahezu nicht mehr erkennbar. Maße nicht feststellbar. | 37647379 | BW   |
| 52° 7′ 53″ N, 9° 48′ 8″ O  | Burgstemmen 32  | Stark verflacht und nahezu nicht mehr erkennbar. | 37647420 | BW   |
| 52° 7′ 53″ N, 9° 48′ 10″ O | Burgstemmen 33  | Durchmesser ca. 8 m und Höhe ca. 0,4 m, (Ehemals). Westlicher Teil eingeebnet. | 37647472 | BW   |
| 52° 7′ 54″ N, 9° 48′ 10″ O | Burgstemmen 34  | Durchmesser ca. 12 m und Höhe ca. 0,6 m. Rand läuft sanft aus. Westlicher Teil abgetragen. Kuppenmulde. | 37648178 | BW   |
| 52° 7′ 55″ N, 9° 48′ 11″ O | Burgstemmen 35  | Durchmesser ca. 16 m und Höhe ca. 0,6 m. Rand leicht abgesetzt. Im nördlichen Bereich eine Eingrabung. Auf der Kuppe ein Grenzstein.                                                                                  | 37648188 | BW   |
| 52° 7′ 56″ N, 9° 48′ 11″ O | Burgstemmen 36  | Durchmesser ca. 12 m und Höhe ca. 1,2 m. Rand allseitig gut abgesetzt, Kuppe hoch gewölbt. Im Norden kleinere Eingrabung.                                                                                             | 37648199 | BW   |
| 52° 7′ 55″ N, 9° 48′ 10″ O | Burgstemmen 37  | Durchmesser ca. 12 m und Höhe ca. 0,2 m. Stark verflacht, Ränder laufen aus. | 37648210 | BW   |
| 52° 7′ 55″ N, 9° 48′ 8″ O  | Burgstemmen 38  | Stark verflacht und kaum zu erkennen. Maße nicht feststellbar. | 37648223 | BW   |
| 52° 7′ 54″ N, 9° 48′ 7″ O  | Burgstemmen 39  | Durchmesser ca. 20 m und Höhe ca. 1 m. Rand gut abgesetzt. Im Nordbereich teils abgespült. Auf der Kuppe kleine Mulde.                                                                                                | 37648233 | BW   |
| 52° 7′ 55″ N, 9° 48′ 5″ O  | Burgstemmen 40  | Durchmesser ca. 16 m und Höhe ca. 0,7 m. Rand abgesetzt. Auf der Kuppe kleine Mulde und am Nordostrand eine Eingrabung.                                                                                               | 37648260 | BW   |
| 52° 7′ 57″ N, 9° 48′ 7″ O  | Burgstemmen 41  | Durchmesser ca. 16 m und Höhe ca. 0,6 m. Rand läuft sanft aus, Kuppe verflacht. Im Westen durch Fahrspur stark beschädigt.                                                                                            | 37648407 | BW   |
| 52° 7′ 58″ N, 9° 48′ 8″ O  | Burgstemmen 42  | Durchmesser ca. 20 m und Höhe ca. 0,7 m. Rand läuft sanft aus. Kuppe verflacht. Am westlichen Fuß eine Einkuhlung. | 37648446 | BW   |
| 52° 7′ 57″ N, 9° 48′ 9″ O  | Burgstemmen 43  | Durchmesser ca. 20 m und Höhe ca. 1,5 m. Rand abgesetzt, Kuppe hoch gewölbt. Verfüllter Kopfstich nicht erkennbar. | 37648456 | BW   |
| 52° 7′ 58″ N, 9° 48′ 14″ O | Burgstemmen 44  | Durchmesser ca. 12 m und Höhe ca. 0,5 m. Rand abgesetzt, Kuppe stark zerwühlt. Im Norden tiefe trichterförmige Einkuhlung.                                                                                            | 37648519 | BW   |
| 52° 7′ 58″ N, 9° 48′ 11″ O | Burgstemmen 45  | Durchmesser ca. 12 m und Höhe ca. 0,5 m. Rand läuft sanft aus. Im Osten durch Fahrspur gestört. | 37648509 | BW   |
| 52° 7′ 57″ N, 9° 48′ 11″ O | Burgstemmen 46  | Durchmesser ca. 20 m und Höhe ca. 1,5 m. Rand abgesetzt, Kuppe hoch gewölbt. Im Ostbereich alte Fahrspur. | 37648499 | BW   |
| 52° 7′ 59″ N, 9° 48′ 16″ O | Burgstemmen 47  | Durchmesser ca. 12 m und Höhe ca. 0,5 m. Rand abgesetzt, Kuppe stark zerwühlt. Im Norden eine tiefe trichterförmige Einkuhlung.                                                                                       | 37648560 | BW   |
| 52° 7′ 58″ N, 9° 48′ 16″ O | Burgstemmen 48  | Größe ca. 25 × 15 m und Höhe ca. 0,8 m. Rand im Norden, Westen und Osten gut abgesetzt, im Süden läuft er aus. In NW-SO-Richtung alte Fahrspur.                                                                       | 37648602 | BW   |
| 52° 7′ 58″ N, 9° 48′ 16″ O | Burgstemmen 49  | Durchmesser ca. 20 m und Höhe ca. 1,5 m. Rand gut abgesetzt, Kuppe hoch gewölbt. Oberfläche durch Wildschweinwühlungen leicht gestört.                                                                                | 37648613 | BW   |
| 52° 7′ 57″ N, 9° 48′ 17″ O | Burgstemmen 50  | Durchmesser ca. 16 m und Höhe ca. 0,8 m. | 37648774 | BW   |
| 52° 7′ 56″ N, 9° 48′ 17″ O | Burgstemmen 51  | Durchmesser ca. 12 m und Höhe ca. 0,5 m. Rand läuft sanft aus. Im Westen und Süden stark verflacht. | 37648796 | BW   |
| 52° 7′ 57″ N, 9° 48′ 15″ O | Burgstemmen 52  | Durchmesser ca. 20 m und Höhe ca. 0,9 m. Kuppe stark verflacht. Alter Kopfstich zugewachsen. Fuß im Südwesten durch Baumwurf gestört.                                                                                 | 37648867 | BW   |
| 52° 7′ 57″ N, 9° 48′ 13″ O | Burgstemmen 53  | Durchmesser ca. 20 m und Höhe ca. 1,4 m. Rand abgesetzt, Kuppe leicht gewölbt. Im Süden ist der Fuß durch großen Baumwurf (Fichte) beschädigt.                                                                        | 37648940 | BW   |
| 52° 7′ 56″ N, 9° 48′ 13″ O | Burgstemmen 54  | Durchmesser ca. 16 m und Höhe ca. 1 m. Rand gut abgesetzt. Alte Fahrspur verläuft über den Hügel. Im Südwesten ein Grenzstein.                                                                                        | 37649021 | BW   |
| 52° 7′ 55″ N, 9° 48′ 15″ O | Burgstemmen 55  | Durchmesser ca. 18 m und Höhe ca. 1 m. Rand gut abgesetzt, Kuppe gewölbt mit Einkuhlung. | 37649053 | BW   |
| 52° 7′ 55″ N, 9° 48′ 13″ O | Burgstemmen 56  | Durchmesser ca. 20 m und Höhe ca. 2 m. Rand gut abgesetzt, Kuppe hoch gewölbt. Sehr gut erhalten. | 37649082 | BW   |
| 52° 7′ 54″ N, 9° 48′ 14″ O | Burgstemmen 57  | Durchmesser ca. 12 m und Höhe ca. 0,8 m. Rand abgesetzt. | 37649128 | BW   |
| 52° 7′ 54″ N, 9° 48′ 13″ O | Burgstemmen 58  | Durchmesser ca. 18 m und Höhe ca. 0,7 m. Rand läuft sanft aus, Kuppe leicht gewölbt. | 37649140 | BW   |
| 52° 7′ 53″ N, 9° 48′ 14″ O | Burgstemmen 59  | Durchmesser ca. 14 m und Höhe ca. 0,7 m. Rand im Norden und Osten abgesetzt, läuft im Westen und Süden aus. In N-S-Richtung ein Weg.                                                                                  | 37649150 | BW   |
| 52° 7′ 52″ N, 9° 48′ 15″ O | Burgstemmen 60  | Durchmesser ca. 10 m und Höhe ca. 0,8 m. Rand allseitig gut abgesetzt. | 37649161 | BW   |
| 52° 7′ 52″ N, 9° 48′ 16″ O | Burgstemmen 61  | Nur noch ein Steg erhalten, die südl. Hälfte ist durch Anlegen der landwirtschaftlichen Nutzfläche, die nördl. bei Anlegen eines Weges eingeebnet worden. Länge des Steges ca. 10 m, H. ca. 0,50 m, erh. Br. ca. 1 m. | 32848705 | BW   |
| 52° 7′ 52″ N, 9° 48′ 17″ O | Burgstemmen 62  | Nur noch ein Steg erhalten, die südl. Hälfte ist durch Anlegen der landwirtschaftlichen Nutzfläche, die nördl. bei Anlegen eines Weges eingeebnet worden. Länge des Steges ca. 10 m, H. ca. 0,50 m, erh. Br. ca. 1 m. | 37649787 | BW   |
| 52° 7′ 52″ N, 9° 48′ 19″ O | Burgstemmen 63  | Durchmesser ca. 12 m und Höhe ca. 0,5 m. | 37649874 | BW   |
| 52° 7′ 53″ N, 9° 48′ 20″ O | Burgstemmen 64  | Durchmesser ca. 16 m und Höhe ca. 0,8 m. Rand läuft aus, Kuppe leicht gewölbt. | 37649921 | BW   |
| 52° 7′ 54″ N, 9° 48′ 20″ O | Burgstemmen 65  | Durchmesser ca. 14 m und Höhe ca. 0,6 m. Der Rand läuft leicht aus, im Süden leicht abgesetzt. | 37649955 | BW   |
| 52° 7′ 54″ N, 9° 48′ 19″ O | Burgstemmen 66  | Durchmesser ca. 12 m und Höhe ca. 0,6 m. Rand leicht abgesetzt, Kuppe leicht gewölbt. | 37650003 | BW   |
| 52° 7′ 54″ N, 9° 48′ 18″ O | Burgstemmen 67  | Durchmesser ca. 10 m und Höhe ca. 0,5 m. Westlicher Rand läuft sanft aus, sonst leicht abgesetzt. Kuppe leicht eingesenkt.                                                                                            | 37650053 | BW   |
| 52° 7′ 53″ N, 9° 48′ 18″ O | Burgstemmen 68  | Durchmesser ca. 16 m und Höhe ca. 1,2 m. Rand gut abgesetzt, Kuppe leicht gewölbt. | 37650076 | BW   |
| 52° 7′ 53″ N, 9° 48′ 18″ O | Burgstemmen 69  | Durchmesser ca. 14 m und Höhe ca. 1 m. Ränder leicht abgesetzt. | 37650113 | BW   |
| 52° 7′ 53″ N, 9° 48′ 16″ O | Burgstemmen 70  | Durchmesser ca. 16 m und Höhe ca. 1,2 m. Kuppe gewölbt. | 37650185 | BW   |
| 52° 7′ 53″ N, 9° 48′ 16″ O | Burgstemmen 71  | Durchmesser ca. 10 m und Höhe ca. 0,4 m. Rand läuft sanft aus, Kuppe abgeflacht. | 37650196 | BW   |
| 52° 7′ 53″ N, 9° 48′ 15″ O | Burgstemmen 72  | Durchmesser ca. 14 m und Höhe ca. 1 m. Kuppe gewölbt, Rand leicht abgesetzt. Im Osten durch schmalen Steg von Hügel FStNr. 71 getrennt.                                                                               | 37650206 | BW   |
| 52° 7′ 55″ N, 9° 48′ 15″ O | Burgstemmen 73  | Durchmesser ca. 16 m und Höhe ca. 0,8 m. Rand abgesetzt, Kuppe leicht gewölbt. | 37650216 | BW   |
| 52° 7′ 55″ N, 9° 48′ 17″ O | Burgstemmen 74  | Durchmesser ca. 20 m und Höhe ca. 1,5 m. Kuppe hoch gewölbt, Rand abgesetzt. Im Osten eine tiefe Geländerinne. Sehr gut erhalten.                                                                                     | 37650234 | BW   |
| 52° 7′ 54″ N, 9° 48′ 18″ O | Burgstemmen 75  | Durchmesser ca. 10 m und Höhe ca. 0,4 m. Rand läuft aus, Kuppe verflacht. | 37650245 | BW   |
| 52° 7′ 55″ N, 9° 48′ 19″ O | Burgstemmen 76  | Durchmesser ca. 20 m und Höhe ca. 1,2 m. Rand konturiert abgesetzt, Kuppe abgeflacht. Im nordöstlichen Bereich leicht abgespült.                                                                                      | 37650256 | BW   |
| 52° 7′ 56″ N, 9° 48′ 19″ O | Burgstemmen 77  | Durchmesser ca. (14) m und Höhe ca. 0,1 m. Völlig verflacht und nur noch schwach im Gelände sichtbar. | 37650311 | BW   |
| 52° 7′ 56″ N, 9° 48′ 20″ O | Burgstemmen 78  | Durchmesser ca. 16 m und Höhe ca. 0,8 m. Rand läuft leicht aus. Im Osten ein Waldweg. Am nordwestlichen Rand ein Grenzstein.                                                                                          | 37650328 | BW   |
| 52° 7′ 55″ N, 9° 48′ 21″ O | Burgstemmen 79  | Durchmesser ca. 16 m und Höhe ca. 0,8 m. Rand läuft leicht aus. Im Osten ein Waldweg. Am nordwestlichen Rand ein Grenzstein.                                                                                          | 37650403 | BW   |
| 52° 7′ 55″ N, 9° 48′ 20″ O | Burgstemmen 80  | Durchmesser ca. 14 m und Höhe ca. 0,8 – 1 m. Kuppe gewölbt, Rand abgesetzt. Am Hügelrand verläuft ein Weg. | 37650472 | BW   |
| 52° 7′ 54″ N, 9° 48′ 22″ O | Burgstemmen 81  | Durchmesser ca. 18 m und Höhe ca. 1,5 m. Kuppe leicht gewölbt und Rand abgesetzt. | 37650520 | BW   |
| 52° 7′ 54″ N, 9° 48′ 23″ O | Burgstemmen 82  | Durchmesser ca. 14 m und Höhe ca. 0,7 m. Südlicher Teil komplett eingeebnet. | 37650582 | BW   |
| 52° 7′ 55″ N, 9° 48′ 23″ O | Burgstemmen 83  | Durchmesser ca. 14 m und Höhe ca. 0,6 m. Kuppe verflacht, Rand läuft aus. | 37650619 | BW   |
| 52° 7′ 56″ N, 9° 48′ 23″ O | Burgstemmen 84  | Durchmesser ca. 18 m und Höhe ca. 1,1 m. Rand leicht abgesetzt. | 37650671 | BW   |
| 52° 7′ 57″ N, 9° 48′ 22″ O | Burgstemmen 85  | Durchmesser ca. 23 m und Höhe ca. 1,8 m. Rand allseitig gut abgesetzt, Kuppe abgeflacht, durch kleine Mulde gestört. Im nördlichen Bereich eine alte Fahrspur.                                                        | 37650692 | BW   |
| 52° 7′ 56″ N, 9° 48′ 20″ O | Burgstemmen 86  | Durchmesser ca. 18 m und Höhe ca. 1,1 m. Rand abgesetzt, Kuppe gewölbt. | 37650702 | BW   |
| 52° 7′ 57″ N, 9° 48′ 19″ O | Burgstemmen 87  | Durchmesser ca. 16 m und Höhe ca. 0,8 m. Kopfstich zugewachsen. Rand abgesetzt und Kuppe leicht abgeflacht. | 37650712 | BW   |
| 52° 7′ 58″ N, 9° 48′ 19″ O | Burgstemmen 88  | Durchmesser ca. 20 m und Höhe ca. 1,2 m. Rand abgesetzt, Kuppe leicht abgeflacht. Kopfstich verwachsen. | 37650724 | BW   |
| 52° 7′ 59″ N, 9° 48′ 19″ O | Burgstemmen 89  | Durchmesser ca. 25 m und Höhe ca. 1,5 – 1,8 m. Ränder abgesetzt, Kuppe leicht gewölbt. | 37650890 | BW   |
| 52° 7′ 58″ N, 9° 48′ 21″ O | Burgstemmen 90  | Durchmesser ca. 20 m und Höhe ca. 1 m. Rand abgesetzt. Oberfläche unregelmäßig ausgeprägt, da sie u.a. durch Tierbaue und einen verwachsenen Trichter gestört wird.                                                   | 37650905 | BW   |
| 52° 7′ 58″ N, 9° 48′ 21″ O | Burgstemmen 91  | Durchmesser ca. 12 m und Höhe ca. 0,7 m. Rand läuft sanft aus. Auf der Kuppe eine Mulde. | 37651011 | BW   |
| 52° 7′ 57″ N, 9° 48′ 20″ O | Burgstemmen 92  | Durchmesser ca. 14 m und Höhe ca. 0,5 m. Rand läuft aus. Auf der Kuppe ein verwachsener Trichter. | 37651022 | BW   |
| 52° 7′ 57″ N, 9° 48′ 21″ O | Burgstemmen 93  | Durchmesser ca. 14 m und Höhe ca. 0,7 m. Rand abgesetzt, Kuppe gewölbt. Auf der Kuppe eine Einkuhlung und im südöstlichen Bereich eine leichte Einsenkung.                                                            | 37651071 | BW   |
| 52° 7′ 57″ N, 9° 48′ 22″ O | Burgstemmen 94  | Durchmesser ca. 16 m und Höhe ca. 0,5 m. Kuppe verflacht. | 37651105 | BW   |
| 52° 7′ 58″ N, 9° 48′ 24″ O | Burgstemmen 95  | Durchmesser ca. 18 m und Höhe ca. 0,45 m. Kuppe stark verflacht, Rand läuft sanft aus. Im Osten und Norden Rand etwas konturierter abgesetzt.                                                                         | 37651118 | BW   |
| 52° 7′ 58″ N, 9° 48′ 25″ O | Burgstemmen 96  | Durchmesser ca. 18 m und Höhe ca. 0,4 m. Stark verflacht, Rand geht fließend über. | 37651143 | BW   |
| 52° 7′ 57″ N, 9° 48′ 25″ O | Burgstemmen 97  | Durchmesser ca. 20 m und Höhe ca. 0,6 m. Rand läuft sanft aus, Kuppe leicht verflacht. Im Westen durch alten Weg gestört.                                                                                             | 37651176 | BW   |
| 52° 7′ 56″ N, 9° 48′ 24″ O | Burgstemmen 98  | Durchmesser ca. 14 m und Höhe ca. 1 m. Rand abgesetzt, läuft im Süden sanft aus. Kuppe leicht gewölbt. Im Westen durch alten Weg leicht gestört.                                                                      | 37651208 | BW   |
| 52° 7′ 56″ N, 9° 48′ 25″ O | Burgstemmen 99  | Durchmesser ca. 18 m und Höhe ca. 1,2 m. Rand abgesetzt, im südwestlichen Bereich läuft der Rand aus. Alte Kuppenmulde ist verwachsen.                                                                                | 37651252 | BW   |
| 52° 7′ 56″ N, 9° 48′ 27″ O | Burgstemmen 100 | Durchmesser ca. 20 m und Höhe ca. 0,7 m. Rand läuft aus, Kuppe abgeflacht. | 37651293 | BW   |

## Groß Escherde
| Lage                       | Bezeichnung                 | Beschreibung | ID       | Bild |
| -------------------------- | --------------------------- | --- | -------- | ---- |
| 52° 8′ 6″ N, 9° 50′ 16″ O  | Groß Escherde 5, Grabhügel  | Durchmesser ca. 10 m und Höhe ca. 0,5 m. Rand leicht abgesetzt, Kuppe abgeflacht. Leichte Kuppenmulde.                                           | 39643330 | BW   |
| 52° 8′ 11″ N, 9° 50′ 24″ O | Groß Escherde 6, Grabhügel  | Durchmesser ca. 10 m und Höhe ca. 0,5 m. Ränder abgesetzt, teils leicht auslaufend. Kuppe leicht gewölbt.                                        | 39587492 | BW   |
| 52° 8′ 21″ N, 9° 51′ 8″ O  | Groß Escherde 7, Grabhügel  | Durchmesser ca. 14 m und Höhe ca. 0,6 m. Rand abgesetzt. Südlicher Teil durch alten Weg zerstört. Oberfläche unregelmäßig eingedellt.            | 39574052 | BW   |
| 52° 8′ 19″ N, 9° 51′ 7″ O  | Groß Escherde 8, Grabhügel  | Durchmesser ca. 10 m und Höhe ca. 0,4 m. Rand läuft flach aus. Nördlich ein Waldweg.                                                             | 39574073 | BW   |
| 52° 8′ 0″ N, 9° 50′ 56″ O  | Groß Escherde 9, Grabhügel  | Durchmesser ca. 14 m und Höhe ca. 0,9 m. Rand leicht abgesetzt, Kuppe leicht gewölbt.                                                            | 39574094 | BW   |
| 52° 8′ 14″ N, 9° 51′ 13″ O | Groß Escherde 10, Grabhügel | Durchmesser ca. 15 m und Höhe ca. 1 m. | 39628323 | BW   |
| 52° 8′ 15″ N, 9° 51′ 12″ O | Groß Escherde 33, Grabhügel | Durchmesser ca. 14 m und Höhe ca. 1,2 m. Rand im Norden, Westen und Osten abgesetzt. Im Süden in den Hang aus. Kuppe gewölbt. Sehr gut erhalten. | 39628335 | BW   |
| 52° 8′ 16″ N, 9° 51′ 13″ O | Groß Escherde 34, Grabhügel | Durchmesser ca. 12 m und Höhe ca. 0,45 m. Rand läuft flach aus. Südlicher Teil geht in den Hang über. Kuppe stark verflacht.                     | 39628587 | BW   |

## Klein Escherde
| Lage                       | Bezeichnung                  | Beschreibung | ID       | Bild |
| -------------------------- | ---------------------------- | --- | -------- | ---- |
| 52° 8′ 43″ N, 9° 49′ 29″ O | Klein Escherde 40, Grabhügel | Durchmesser ca. 12 m und Höhe ca. 0,6 m. Rand leicht abgesetzt. Kuppe von tiefer Mulde gestört. Mehrere Eingrabungen stören die Oberfläche. Westlich ein Waldweg. | 37794084 | BW   |